# Obnemertes latilobata
Obnemertes latilobata är en djurart som tillhör fylumet slemmaskar, och som beskrevs av Korotkevich 1960. Obnemertes latilobata ingår i släktet Obnemertes och familjen Pelagonemertidae. Inga underarter finns listade i Catalogue of Life.